# Casa de Sanseverino
La casa de Sanseverino es un linaje de origen italiano, proveniente de la ciudad de Nápoles, aunque en heráldica italiana se le considera como normando.
Este apellido pertenece a la clase de los apellidos toponímicos, es decir, que expresaba el origen de procedencia de un clan familiar o las tierras que este poseía. En el caso del apellido Severino es por el nombre de las tierras que se poseían.
Severino significa incorruptible, y formado a su vez por severo, que significa “respeto”, e inno que significa bendición y obsequio; inno en italiano es usado como plural y diminutivo. Este apellido se caracteriza por ser un solo linaje, ya que quienes lo llevan provienen de un mismo tronco o solar.

## Origen
El primer Severino fue Turgirso, que era un noble normando que venía de Arnés, Islandia. Él era un noble, y en su familia había varios Señores (Reyes) de la Tierra de Arnés en Islandia. Llegó a Salerno en el 1045, los Reyes de Salerno premiaron a Tugirso por la ayuda que le prestó a ellos en batalla nombrándolo Conde de Pugliay, el reinado de Gisulfo de Salerno caducó, el Reino de Salerno dejó de existir y entonces Tugirso tomó posesión de los bienes y viviendas de Gisulfo de Salerno. Roberto il Guiscardo le donó a Turgiso el Valle de San Severino y en 1077 fue confirmado Conde Rota y nuevo poseedor del Valle San Severino y del castillo San Severino. Todos sus sucesores serían conocidos con el nombre dinástico de Sanseverino, el que antaño había sido conocido como Tugirso di Sanseverino, igual sus hijos Ruggero di Sanseverino, Silvano di Sanseverino y Turgisio di Sanseverino.
Con el Concilio de Trento de 1564 se obligó a registrar a las personas con nombre y apellido a fin de evitar matrimonios entre familiares. Cuando esto sucedió ya habían pasado casi 5 siglos de Tugirso, la familia Sanseverino había creció mucho y dispersado por todo el Sur de Italia. Había muchos Sanseverino lejos de la línea de sucesión a príncipes, duques, condes, barones y otros títulos nobiliarios y muchos Sanseverinos registraron el apellido como Severino, igual los Sanseverinos quitaron el DE y solo registraron el Sanseverino. Los Severinos no dejarían de ser una familia importante aunque no formaran parte de la nobleza, ejercerían profesiones importantes como notarios, médicos y ejercerían otras profesión que no cualquier familia podía ejercer, todavía hoy en día en Nápoles tanto Severino como Sanseverinos son considerados una familia ilustre e importante en el historia del Sur de Italia.

## Un privilegio excepcional
La familia Sanseverino sería de las 7 familias más poderosas del Reino de Nápoles entre 1263 y 1820, fue una familia de la nobleza, está inscrita en el Libro de Oro de las familias de la nobleza Italiana.
Los Sanseverinos dominaron más de 300 feudos en todo el sur de Italia, muchos Sanseverinos obtuvieron títulos nobiliarios como príncipes, condes, barones, duques, marqueses, almirantes, cardenales, virreyes, etc. Algunas de las ciudades en que los Sanseverino tuvieron poder fueron Calabria, Campania, Lucania y Puglia. Hoy en día donde hay más Severino en toda Italia es la Ciudad de Nápoles, está inscrita en el libro de oro de familias de la nobleza de Italia, es considera una familia ilustre en Nápoles, el castillo Sanseverino existe hoy en día y es un hotel. La Casa de Sanseverino no terminaría en 1888 con el príncipe Luigi Sanseverino, 16.º príncipe de Bisignano, a su muerte, fue 17.ª princesa de Bisignano, su hija Maria Antonia Sanseverino de Costa, la sucede como 18.º príncipe de Bisignano, Angelo Costa Loguercio, Jefe de la Casa Costa di Bisignano de Italia y Argentina, herederos de la Casa Sanseverino di Bisignano de Italia. La Casa Sanseverino di Bisignano era importante en los tres reinos que hubo en lo que hoy conocemos como Italia, Reino de Nápoles, Reino de las dos Sicilias y Reino de Italia. Desde 1946, cuando la monarquía italiana cayó, ese apellido dejó de distinguir a la nobleza italiana, no importa en que país estén todos vienen de un mismo ancestro común el normando, militar, noble señor de las tierras de Arnes en Islandia, Turgisio di Sanseverino fue conde di Rota, duque di Puglia. Las raíces de la familia están en el sur de Italia, en el antiguo Reino de Nápoles, ciudades como Calabria, Nápoles y Viggianello, guardan los recuerdos de la nobleza de los antepasados Sanseverino. El Valle de San Severino, hoy en día llamado valle de San Severino Lucano, guarda el inicio de la historia de los Severinos, a quienes se les considera originarios de la ciudad de Nápoles.

## Escudo
El escudo de esta familia italiana posee fondo de plata, lo que en heráldica significa pureza, fe y obediencia, simbolizando la Luna que abarca estas cualidades. Las familias a las que se les concedía el privilegio de llevar este metal en sus escudos se distinguían por su integridad, su obediencia, firmeza, vigilancia, elocuencia y gratitud.
Los portadores de este esmalte en su escudo eran reconocidos como aquellos que servían al Rey en la náutica y tenían la obligación de amparar a los huérfanos y defender a las doncellas. La plata tiene su correspondencia con las piedras preciosas, con la perla. En los astros simboliza la Luna. En el Zodíaco es Cáncer. Su elemento es agua. El día de la semana es el lunes. En los meses del año, es enero y febrero. En los árboles, la palmera. En las flores, la azucena. En las aves, la paloma. En los animales el armiño. En las armerías de los soberanos, la plata es la luna, en las de los títulos nobiliarios, es perla. En los restantes nobles, es plata.
También está adornado con una faja roja, que simboliza la coraza y el ceñidor que llevaba el caballero. Se concedía por las heridas recibidas en el cuerpo durante el combate. El color rojo simboliza al dios Marte. En el Zodíaco, a Aries y Escorpión. En los elementos, es fuego. Entre las piedras preciosas es el rubí. El día de la semana que le corresponde, el martes. Los meses son marzo y octubre. El metal es el cobre. En las flores, el clavel. Entre las aves, el pelícano. Las características heráldicas que le corresponden son: fortaleza, alteza, ardid, valor, honor, osadía y victoria, con la obligación al servicio y protección de las Armas ante su Soberano y Patria, o Príncipe y a socorrer a los que se ven oprimidos por la justicia.

## Aclaración
La dinastía de emperadores romanos Severo no tiene que ver con el apellido Severino, de esa dinastía deriva el apellido Severi, tampoco tiene algo que ver con el papa Severino.

## Por qué las tierras y el castillo tenían el nombre de San Severino
Es debido al predicador Severino de los años 400, luego fue beatificado, su madre era de Nápoles y Severino predicó por mucho tiempo en el sur de Italia. Todavía es un santo muy querido en el sur de Italia,

## Cardenales Sanseverino
- Guglielmo Sanseverino (1378)
- Federico Sanseverino (1489)
- Antonio Sanseverino (1527)
- Lucio Sanseverino (1621)
- Stanislao Sanseverino (1816)

## Personajes
- El príncipe Ferrante Sanseverino (Nápoles, 1507 - Aviñón, 1568) fue el último príncipe de Salerno. Su principado terminó por oponerse a que en Salerno se instaurara la Santa Inquisición. Por repudiar la Santa Inquisición y no acatar la orden del rey Carlos V fue exiliado a Francia, perdiendo toda su fortuna y título nobiliario por mantenerse fiel a sus ideales anti inquisitoriales. Era amante del teatro y aportó nuevos estudios al estudio del teatro: antes de todo eso fue general del rey Carlos V y participó en la conquista de Túnez.
- Marco Aurelio Severino, médico (1580-1656)
- Aurora Sanseverino, poetisa y actriz teatral (1669-1726)
- Emanuele Severino, filósofo (1929)
- Isabelle Severino, gimnasta (1980)